# División de Honor 1995-1996 (calcio a 5)
La División de Honor 1995-1996 è stata la 7ª edizione del massimo torneo di calcio a 5 spagnolo nonché la prima a girone unico. Organizzata dalla Liga Nacional de Fútbol Sala, la stagione regolare è iniziata il 16 settembre 1995 e si è conclusa l'11 maggio 1996, prolungandosi fino al 30 giugno con la disputa dei play-off.

## Stagione regolare

### Classifica
|  | Pos. | Squadra             | Pt | G  | V  | N  | P  | GF  | GS  | DR   |
|  | ---- | ------------------- | -- | -- | -- | -- | -- | --- | --- | ---- |
|  | 1.   | Alcantarilla        | 95 | 38 | 30 | 5  | 3  | 180 | 78  | +102 |
|  | 2.   | Interviú            | 94 | 38 | 31 | 1  | 6  | 185 | 96  | +89  |
|  | 3.   | ElPozo Murcia       | 88 | 38 | 29 | 1  | 8  | 203 | 126 | +77  |
|  | 4.   | Sego Zaragoza       | 81 | 38 | 26 | 3  | 9  | 168 | 115 | +53  |
|  | 5.   | Toledart            | 77 | 38 | 25 | 3  | 10 | 183 | 110 | +73  |
|  | 6.   | Playas de Castellón | 76 | 38 | 23 | 7  | 8  | 181 | 113 | +68  |
|  | 7.   | Ourense             | 64 | 38 | 19 | 7  | 12 | 137 | 122 | +15  |
|  | 8.   | Segovia             | 58 | 38 | 18 | 4  | 16 | 151 | 166 | -15  |
|  | 9.   | Industrias García   | 55 | 38 | 16 | 7  | 15 | 167 | 159 | +8   |
|  | 10.  | Astorga             | 53 | 38 | 16 | 5  | 17 | 155 | 144 | +11  |
|  | 11.  | Barcellona          | 46 | 38 | 14 | 4  | 20 | 141 | 153 | -12  |
|  | 12.  | Valencia            | 43 | 38 | 12 | 7  | 19 | 127 | 164 | -37  |
|  | 13.  | Jerez               | 40 | 38 | 11 | 7  | 20 | 116 | 148 | -32  |
|  | 14.  | Maspalomas          | 40 | 38 | 12 | 4  | 22 | 107 | 145 | -38  |
|  | 15.  | Sol Fuerza          | 38 | 38 | 11 | 5  | 22 | 141 | 196 | -55  |
|  | 16.  | Rías Baixas         | 37 | 38 | 9  | 10 | 19 | 110 | 137 | -27  |
|  | 17.  | Mejorada            | 34 | 38 | 9  | 7  | 22 | 122 | 176 | -54  |
|  | 18.  | Atlético Madrid     | 28 | 38 | 8  | 4  | 26 | 118 | 186 | -68  |
|  | 19.  | La Massana          | 21 | 38 | 5  | 6  | 27 | 116 | 199 | -83  |
|  | 20.  | Ceuta               | 21 | 38 | 6  | 3  | 29 | 107 | 182 | -75  |

### Verdetti
- Interviú campione di Spagna 1995-96.
- Alcantarilla non iscritto al campionato di División de Honor 1996-97.
- Atlético Madrid, La Massana, Mejorada e Unión África Ceutí retrocessi in División de Plata 1996-97.

## Play-off
I play-off valevoli per il titolo nazionale si sono svolti tra il 18 maggio e il 30 giugno 1996. Il regolamento prevede che tutti i turni si disputino al meglio delle tre gare.

### Tabellone
|  | Quarti di finale | Quarti di finale    | Quarti di finale | Quarti di finale | Quarti di finale |  |  | Semifinali | Semifinali          | Semifinali | Semifinali | Semifinali |   |   | Finale | Finale   | Finale | Finale | Finale |  |
|  |                  |                     |                  |                  |                  |  |  |            |                     |            |            |            |   |   |        |          |        |        |        |  |
|  | 5                | Toledart            | 2                | 3                | 5                |  |  |            |                     |            |            |            |   |   |        |          |        |        |        |  |
|  | 4                | Sego Zaragoza       | 1                | 6                | 4                |  |  | 5          | Toledart            | 4          | 4          | –          |   |   |        |          |        |        |        |  |
|  | 8                | Segovia             | 5                | 1                | –                |  |  | 1          | Alcantarilla        | 2          | 1          | –          |   |   |        |          |        |        |        |  |
|  | 1                | Alcantarilla        | 12               | 2                | –                |  |  |            |                     |            |            |            |   |   | 5      | Toledart | 1      | 3      | 2      |  |
|  | 6                | Playas de Castellón | 4                | 4                | 6                |  |  |            |                     | 2          | Interviú   | 1          | 3 | 3 |        |          |        |        |        |  |
|  | 3                | ElPozo Murcia       | 2                | 6                | 5                |  |  | 5          | Playas de Castellón | 4          | 2          | –          |   |   |        |          |        |        |        |  |
|  | 7                | Ourense             | 1                | 3                | –                |  |  | 2          | Interviú            | 9          | 4          | –          |   |   |        |          |        |        |        |  |
|  | 2                | Interviú            | 5                | 6                | –                |  |  |            |                     |            |            |            |   |   |        |          |        |        |        |  |

### Quarti di finale

#### Gara 1
| 18 maggio 1996, ore 12:30 CEST | Toledart                                 | 2 – 1 | Sego Zaragoza | \| Arbitri: \| José Antonio Martínez Alas Carlos Calzón \| |
| Arbitri:                       | José Antonio Martínez Alas Carlos Calzón |       |               |                                                            |

| 18 maggio 1996, ore 18:00 CEST | Ourense                         | 1 – 5 | Interviú | \| Arbitri: \| Ramón Blanco Marcelino Blázquez \| |
| Arbitri:                       | Ramón Blanco Marcelino Blázquez |       |          |                                                   |

| 18 maggio 1996, ore 18:30 CEST | Segovia                                | 5 – 12 referto | Alcantarilla | \| Arbitri: \| Francisco Martín Peña Santiago Castell \| |
| Arbitri:                       | Francisco Martín Peña Santiago Castell |                |              |                                                          |

| Castellón de la Plana 18 maggio 1996, ore 18:30 CEST | Playas de Castellón         | 4 – 2 | ElPozo Murcia | Pabellón Ciutat de Castelló\| Arbitri: \| José Murillo Agustín Lucena \| |
| Arbitri:                                             | José Murillo Agustín Lucena |       |               |                                                                          |

#### Gara 2
| 24 maggio 1996, ore --:-- CEST | ElPozo Murcia | 6 – 4 | Playas de Castellón |  |

| 25 maggio 1996, ore 12:00 CEST | Alcantarilla              | 2 – 1 | Segovia | \| Arbitri: \| Javier Forero Pedro Galán \| |
| Arbitri:                       | Javier Forero Pedro Galán |       |         |                                             |

| Saragozza 25 maggio 1996, ore 12:00 CEST | Sego Zaragoza                        | 6 – 3 | Toledart | Pabellón Príncipe Felipe\| Arbitri: \| Francisco Jesús Torres Luis Trujillo \| |
| Arbitri:                                 | Francisco Jesús Torres Luis Trujillo |       |          |                                                                                |

| 25 maggio 1996, ore 18:30 CEST | Interviú                  | 6 – 3 | Ourense | \| Arbitri: \| Rafael Zurro Miguel Couso \| |
| Arbitri:                       | Rafael Zurro Miguel Couso |       |         |                                             |

#### Gara 3
| 26 maggio 1996, ore 12:00 CEST | ElPozo Murcia | 5 – 6 referto | Playas de Castellón |  |

| 26 maggio 1996, ore 12:00 CEST | Sego Zaragoza | 4 – 5 referto | Toledart |  |

### Semifinali

#### Gara 1
| Castellón de la Plana 1º giugno 1996, ore 12:00 CEST | Playas de Castellón             | 4 – 9 | Interviú | Pabellón Ciutat de Castelló\| Arbitri: \| Ramón Blanco Marcelino Blázquez \| |
| Arbitri:                                             | Ramón Blanco Marcelino Blázquez |       |          |                                                                              |

| Talavera de la Reina 1º giugno 1996, ore 18:00 CEST | Toledart                    | 4 – 2 | Alcantarilla | Pabellón Primero de Mayo\| Arbitri: \| José Murillo Agustín Lucena \| |
| Arbitri:                                            | José Murillo Agustín Lucena |       |              |                                                                       |

#### Gara 2
| Alcobendas 8 giugno 1996, ore 12:00 CEST | Interviú                                 | 4 – 2 | Playas de Castellón | Pabellón Amaya Valdemoro\| Arbitri: \| José Antonio Martínez Alas Carlos Calzón \| |
| Arbitri:                                 | José Antonio Martínez Alas Carlos Calzón |       |                     |                                                                                    |

| Murcia 8 giugno 1996, ore 20:00 CEST | Alcantarilla              | 1 – 4 | Toledart | Palacio de Deportes\| Arbitri: \| Rafael Zurro Miguel Couso \| |
| Arbitri:                             | Rafael Zurro Miguel Couso |       |          |                                                                |

### Finale

#### Gara 1
| Talavera de la Reina 15 giugno 1996, ore 13:30 CEST | Toledart                     | 1 – 1 | Interviú | Pabellón Primero de Mayo\| Arbitri: \| Salvador Vadillo Juan Molins \| |
| Arbitri:                                            | Salvador Vadillo Juan Molins |       |          |                                                                        |

#### Gara 2
| Arbitri: | Rafael Zurro Miguel Couso |

|                             |           |                                |
| Carosini 7’ Prieto 20’, 35’ | Marcatori | 4’ Sorato 12’ Marín 34’ Laguna |

#### Gara 3
| Alcobendas 30 giugno 1996, ore 12:00 CEST | Interviú                    | 3 – 2 (1-1) referto | Toledart | Pabellón Amaya Valdemoro\| Arbitri: \| José Murillo Agustín Lucena \| |
| Arbitri:                                  | José Murillo Agustín Lucena |                     |          |                                                                       |

## Supercoppa di Spagna
La 6ª edizione della competizione ha opposto il Sego Zaragoza, vincitore del campionato, all'ElPozo Murcia, detentore della Coppa di Spagna.  Al termine delle due gare, di andata e ritorno, il trofeo è stato vinto dalla formazione murciana.

### Andata
| Murcia 19 settembre 1995, ore --:-- CEST | ElPozo Murcia | 7 – 3 | Sego Zaragoza | Palacio de Deportes |

### Ritorno
| Saragozza 27 settembre 1995, ore 16:00 CEST | Sego Zaragoza | 1 – 4 | ElPozo Murcia | Pabellón Príncipe Felipe |